# 大塚周夫
大塚周夫（日语：大塚 周夫，1929年7月5日—2015年1月15日）是日本資深的男性聲優和演員，最終隸屬於青二Production。出生地為東京都世田谷區，身高167cm，體重73kg，血型為B型，星座為巨蟹座。
大塚擅長扮演作品中的反派角色，知名的反派角色包括：《小飛俠Peter Pan》的海盜船船長、《七龙珠》的桃白白、《ONE PIECE》的哥爾·D·羅傑、《刺猬索尼克》系列的Doctor Eggman 蛋頭博士及《超級瑪俐歐兄弟》系列的瓦里奥等等。除動畫和遊戲角色，大塚亦常參與外語電影的配音，其中更是查尔斯·布朗森和理查·威麥（Richard Widmark）的指定配音員。
他的長子大塚明夫亦為聲優，父子二人曾多次一同參與演出，合作作品包括：《怪醫黑傑克》、《機動戰士GUNDAM 0083：Stardust Memory》、《驚爆危機》及《潛龍諜影4：愛國者之槍》等。
2015年1月16日青二Production發佈大塚周夫於1月15日在東京都新宿區過世的消息，死因為缺血性心臟病所引起的心臟衰竭，享壽85歲。

## 演出作品
※粗體字表示說明飾演的主要角色。

### 電視動畫
1963年
- 鐵臂阿童木（希拉總統、努波、火腿蛋）

1967年
- 黃金球棒（日语：黄金バット）（金）

1968年
- 怪物君
- 鬼太郎 第1期（鼠男）

1969年
- 多羅羅（多歧）

1970年
- 明日之丈（頃巻權藤）

1971年
- 鲁邦三世_(TV第1期)（石川五右卫门）
- 天才妙老爹

1972年
- 隆一漫畫劇場 音符妖怪（阿六）

1975年
- 小老鼠的冒險（日语：ガンバの冒険）（諾羅利）

1979年
- 北海小英雄（史班〈第2代〉）

1981年
- 鐵臂阿童木第2期（朗普）

1983年
- 貓眼三姐妹

1984年
- 名偵探福爾摩斯（莫里亞蒂教授、羅伊洛特博士）

1987年
- 龙珠（桃白白）

1988年
- 美味大挑戰（海原雄山）

1989年
- 彼得潘的冒險（詹姆斯·虎克（虎克船長））

1993年
- 忍者乱太郎（山田教官〈山田傳藏〉(第1代)）

1994年
- 小小男子漢（老人）

1996年
- 鬼太郎 第4期（白山坊）

1998年
- 羅德斯島戰記-英雄騎士傳-（巴古納德）
- 危險調查員（安德烈·賽謬諾夫）

1999年
- ONE PIECE（哥爾·D·羅傑）
- 神風怪盜貞德（警察署長）
- 彈珠超人V（彈珠達人）

2000年
- 銀河冒險戰記（金爺爺）
- 勝負師傳說 哲也（房州）
- 數碼寶貝大冒險（小丑皇、啟示錄獸）
- 櫻花大戰（神崎定義）

2001年
- 銀河冒險戰記 the second stage（金爺爺）
- 地球少女Arjuna（老人）
- Hellsing（HELLSING卿）

2002年
- 翼神世音（六道翔吾）
- 戰鬥陀螺系列（木之宮龍之介爺爺）
- 驚爆危機（馬羅林卿）
- 釣魚迷日記（鈴木一之助／スーさん）

2003年
- 狼雨（店家）
- 銀河鐵道物語（アーベント駅駅長）
- 音速小子X（Dr.Eggman 蛋頭博士）
- 高橋留美子劇場（堂本）

2004年
- 極道鮮師（黑田龍一郎組長）
- 戰區88（2004年版）（麥考伊爺爺）

2005年
- 植木的法則（鬼）
- 黑輪君（客人、常春藤的男子、武男爺爺）
- 名偵探柯南（設樂調一朗）

2006年
- 怪醫黑傑克21（醫師會長）
- 怪俠索羅利（露露）

2007年
- 魔女獵人（エンリケ）
- 地獄少女二籠（露木泰嗣）
- 悲慘世界 少女珂賽特（米里艾主教）
- 鬼太郎 第5期（白山坊、黑雲坊）

2008年
- 新哆啦A夢（席拉）
- 墓場鬼太郎（鼠男）

2009年
- 戰場女武神（貝爾赫特‧古雷高魯）

2010年
- 妖怪少爺（奴良滑瓢）

2011年
- 妖怪少爺 千年魔京（奴良滑瓢）
- 笨蛋、測驗、召喚獸2（小畑）

2012年
- IXION SAGA DT（祭司）

### OVA
1989年
- 孔雀王（織田信長）

1992年
- 潮與虎（阿虎）

1993年
- 怪醫黑傑克OVA（克洛斯瓦特・摩納比斯／克羅斯瓦德）

### 劇場版動畫
1985年
- 銀河鐵道之夜（捕鳥人）

1987年
- 紫式部 源氏物語（右大臣）
- 王立宇宙軍～歐尼亞米斯之翼～（古農博士）
- 大雄與龍之騎士（祭司長）

1988年
- 七龍珠 摩訶不思議大冒險（桃白白）

1990年
- 超能大耳鼠電影版 艾莉大人活動寫真（比爾卡司）

1994年
- 三國志 遼闊的大地（司馬懿）

1999年
- 名偵探柯南：世紀末的魔術師（乾將一）

2001年
- 蠟筆小新：風起雲湧 壯烈！戰國大會戰（兵庫助）

2004年
- 蠟筆小新：風起雲湧！夕陽下的春日部男孩（歐雷利）
- 魔法少年賈修電影版 第101位魔鬼（校長）

2008年
- 大雄的綠色巨人傳（席拉）

2011年
- 劇場版 忍者亂太郎：忍術學園全員出動之卷！（山田教官〈山田傳藏〉）

2014年
- 名偵探柯南：異次元的狙擊手（馬克‧史賓賽）

## 歐美影視作品
- 帝國毀滅（阿道夫·希特勒）